# His Country's Bidding
His Country's Bidding è un cortometraggio muto del 1914 diretto da Cecil M. Hepworth. È conosciuto anche con il titolo alternativo The Call.

## Trama
Ubriaco, un guardiacaccia ferisce uno squire. Quando poi ritorna dal mare, scopre che il signorotto è diventato l'innamorato di sua moglie.

## Produzione
Il film fu prodotto dalla Hepworth.

## Distribuzione
Distribuito dalla Hepworth, il film - un cortometraggio in due bobine - uscì nelle sale cinematografiche britanniche nell'ottobre 1914.
Fu distrutto nel 1924 dallo stesso produttore, Cecil M. Hepworth. Fallito, in gravissime difficoltà finanziarie, Hepworth pensò in questo modo di poter almeno recuperare il nitrato d'argento della pellicola.